# Sicherheitseinspeisepumpe
Sicherheitseinspeisepumpen sind Teil des Notkühlsystems eines Kernkraftwerks.
Es handelt sich um Kreiselpumpen, die Teil eines Konzeptes zur Beherrschung von Leckstörfällen sind. Wegen ihrer hohen sicherheitstechnischen Bedeutung sind sie verschiedenen Redundanzen zugeordnet. Sie werden im Bedarfsfall automatisch gestartet (können aber auch von Hand gestartet werden) und speisen aus dafür vorgesehenen Vorratsbehältern Wasser – bei Druckwasserreaktoren zusätzlich mit Borsäure versetzt – in den Reaktorkühlkreislauf ein.